# ŠK Nova Gorica
ŠK Nova Gorica, pełna nazwa Šahovski klub Nova Gorica – słoweński klub szachowy z siedzibą w Novej Goricy.

## Historia
Klub powstał w 1961 roku. W 1996 roku zajął trzecie miejsce w Državnej članskiej lidze, ulegając jedynie ŽŠD Maribor ŠK Piramida i Ljubljanskiemu ŠK. W latach 1997–1998 zespół zajmował szóste miejsce w lidze. W 1999 roku zespół spadł z ligi, powrócił do niej na sezon 2001. W 2004 roku klub ponownie występował w najwyższej lidze, uzyskując wówczas szóste miejsce. W 2008 roku szachiści klubu zajęli czwartą pozycję w lidze. Po spadku z ligi na początku drugiej dekady XXI wieku, ŠK Nova Gorica wrócił do Državnej članskej ligi w 2018 roku, ale zajął wówczas przedostatnie miejsce i ponownie spadł do niższej ligi.
W latach 1998–2001 klub występował w Pucharze Europy kobiet. W 1999 roku uzyskano dziesiątą pozycję, w sezonie 2000 siódmą, a w roku 2001 – szóstą.
W klubie grali m.in. Jure Borišek, Ognjen Cvitan, Aleksander Czernin, Aljoša Grosar, Jana Krivec, Jelena Sedina i Ana Srebrnič.